# Копилов, Алексей Валерьевич
Алексе́й Вале́рьевич Копи́лов (род. 11 августа 1980, Наволоки, Ивановская область) — российский футболист, нападающий.

## Биография
Футболом начал заниматься на родине, в спортшколе фабрики «Навтекс» у своего отца Валерия Копилова. Позже переехал в Иваново. Первой профессиональной командой для Копилова стал «Текстильщик», в котором он из-за финансовых проблем поиграл недолго. Далее нападающий выступал за ФК «Орел».
В 2003 году Копилова пригласил к себе владивостокский клуб «Луч-Энергия», где также уже выступал его одноклубник по двум предыдущим командам Андрей Минвалиев. Но закрепиться в основе дальневосточников форвард не сумел, и оставшуюся часть сезона он провел в череповецкой «Северстали».
Сезон 2004 года Копилов начал в «Славянске», где активно забивал мячи. Но команда летом снялась с турнира. После этого нападающий отправился в Казахстан, где играл за «Женис». Но закрепиться в новом чемпионате ему не удалось — провёл только один матч в Высшей лиге чемпионата Казахстана.
В 2005 году форвард перешёл в нальчикский «Спартак», с которым вышел в Премьер-Лигу. В силу разных причин, Копилов не сыграл в том первенстве ни одной игры.
Следующий сезон форвард начал в ФК «Тюмень», но уже летом он вернулся в «Орёл», выступавшем в Первой лиге.
Чемпионат 2007 года Копилов отыграл не полностью, вследствие разорения его новой команды ФК «Спартак-МЖК». В этом рязанском клубе он отметился первым голом спартаковцев в Первой лиге.
Закончил карьеру футболиста Копилов в Костроме, где выходил на поле в составе команды «Динамо».
На тренерской работе первый сезон провёл в качестве играющего наставника дубля костромских динамовцев. В следующем первенстве он был главным тренером «Динамо-2».